# Mimudea xanthocrossa
Mimudea xanthocrossa là một loài bướm đêm trong họ Crambidae.